# Teppo Niemi
Teppo Niemi (* 27. Juni 1946) ist ein ehemaliger finnischer Radrennfahrer.

## Sportliche Laufbahn
Niemi war im Straßenradsport aktiv. Er gewann in Finnland die Rennen Hyrylän ajot 1975, Fellmajin ajot 1976, Alvajärven ympäriajo 1980 und Grani Grand Prix (Pinna-ajot) 1981. 1967 und 1971 wurde er Dritter der nationalen Meisterschaft im Einzelzeitfahren.
Die Internationale Friedensfahrt bestritt er 1980 und kam auf den 70. Platz.